# Upnor
Upnor est un village du Kent (Royaume-Uni) situé sur la rive ouest de la rivière Medway. Il est divisé en deux parties, Lower Upnor et Upper Upnor, qui sont essentiellement résidentielles ainsi qu'un port pour les petites embarcations à l'ancre sur la rivière. Le château d'Upnor est un monument préservé datant du XVIe siècle et qui faisait partie des défenses établies sur la Medway.